# Kraftwerk Ritom
Das Kraftwerk Ritom  ist ein Speicherkraftwerk in der Schweiz, das vom Ritomsee mit Wasser versorgt wird. Es befindet sich im Kanton Tessin im Valle Leventina, auf der Südseite des Gotthardpasses auf dem Gebiet der Gemeinde Quinto. Die Anlage ist im Besitz der Ritom SA, eine Betreibergesellschaft, die zu 75 % den SBB und zu 25 % der Azienda Elettrica Ticinese gehört.

## Geschichte

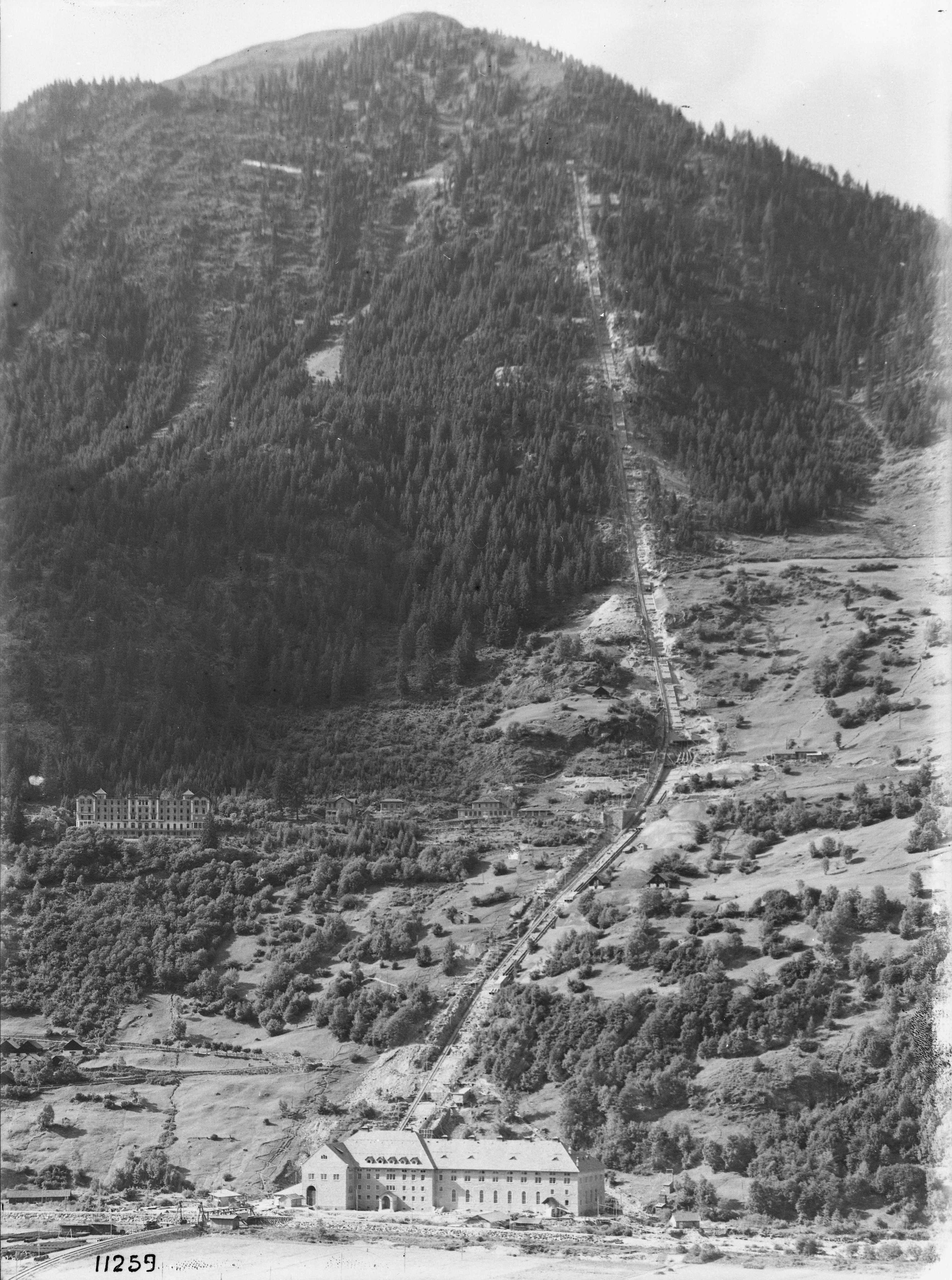
Aussenansicht mit Druckleitung im Jahre 1919

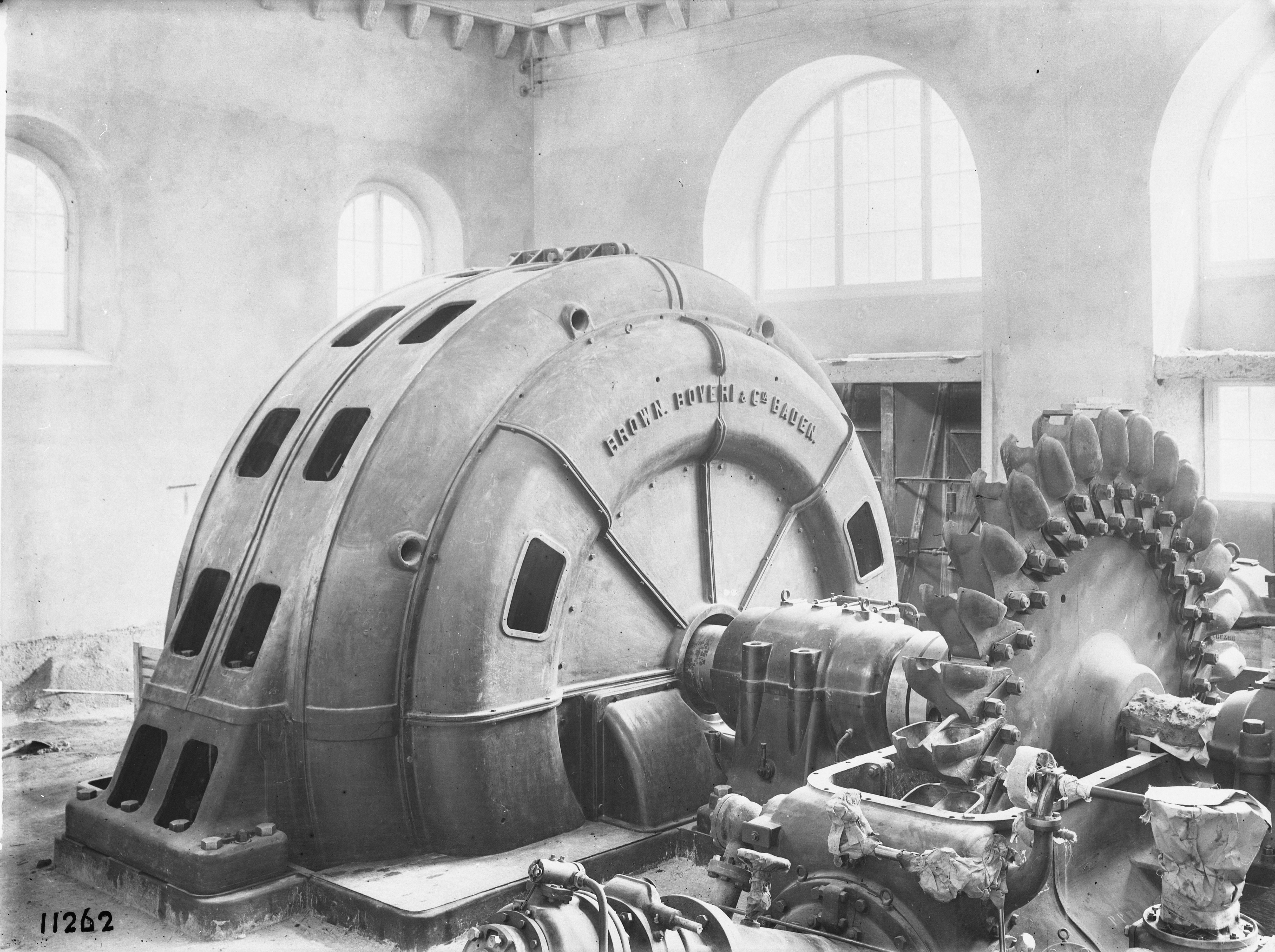
9000 kVA Einphasen-Wechselstrom-Generator während der Montage

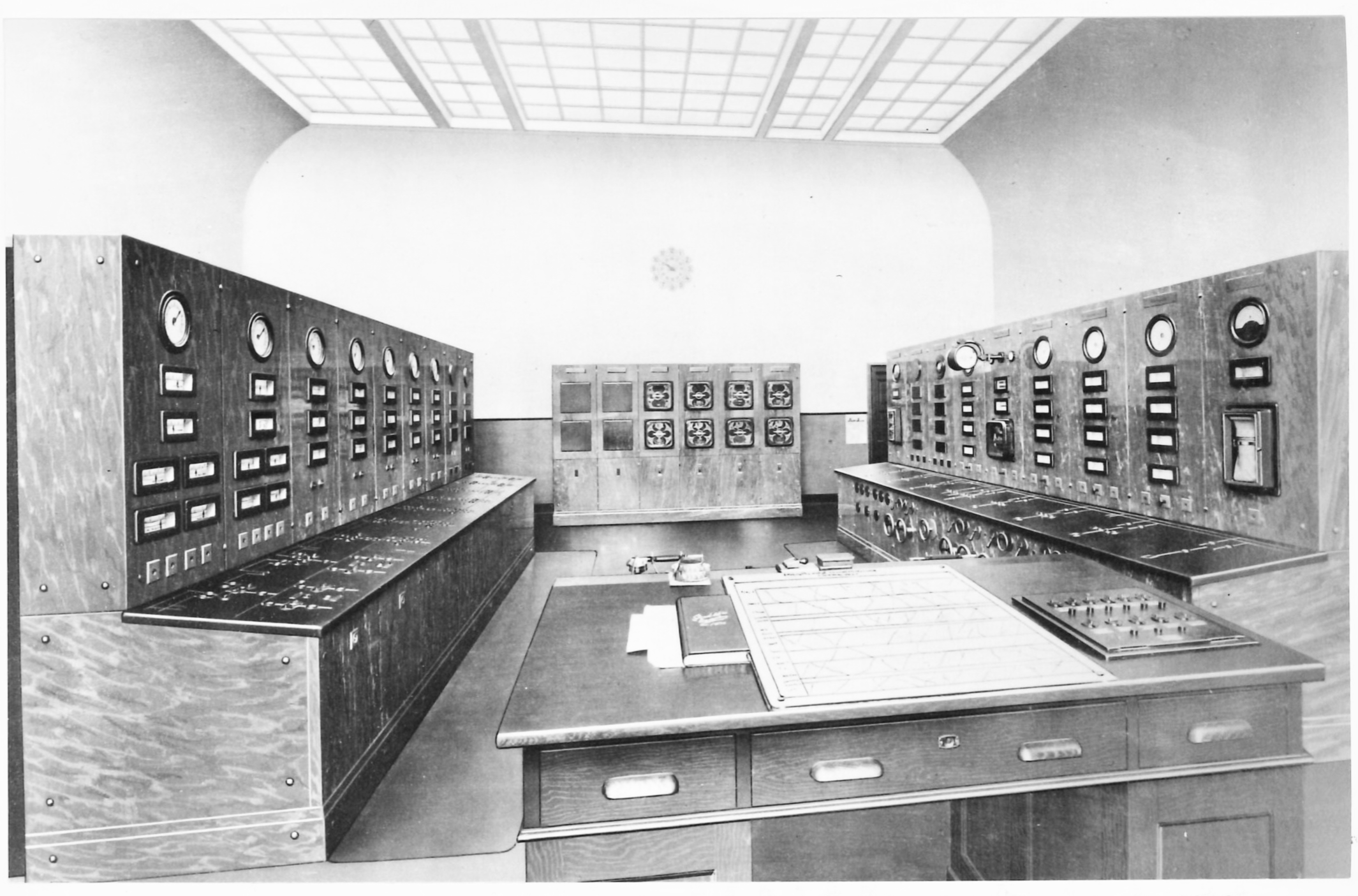
Kommando-Raum mit Schaltanlagen von CMC

Das Kraftwerk Ritom wurde von den SBB im Zusammenhang mit der Elektrifizierung der Gotthardbahn gebaut und als erstes Kraftwerk dieses Projektes 1920 in Betrieb genommen. In der Nacht vom 30. Juni auf den 1. Juli 1920 verkehrten betriebsmässig die ersten Güterzüge mit elektrischer Traktion durch den Gotthardtunnel, doch bereits einen Tag nach Betriebsaufnahme musste das Kraftwerk abgeschaltet werden, weil Wasser aus dem Druckstollen ausgetreten war und einen Erdrutsch mit einem Volumen von 2000 m³ ausgelöst hatte. Der Betrieb des Kraftwerkes konnte im selben Jahr wieder aufgenommen werden, nachdem unterhalb des Schachtes, der den Austritt des Wassers aus dem See regulierte, ein Überlauf eingebaut wurde, sodass der Stollen nicht mehr als Druckstollen, sondern als Freispiegelstollen betrieben werden konnte.
Die Generatoren erzeugten direkt die Fahrleitungsspannung, die anfänglich nur 7,5 kV betrug und erst am 29. Mai 1921 auf 15 kV angehoben wurde. Dadurch sollten Überschläge an den durch die anfangs noch parallel verkehrenden Dampflokomotiven mit Russ verschmutzten Isolatoren der Fahrleitung vermieden werden. Die Umschaltung der Fahrleitungsspannung wurde durch Umschaltung der Wicklung des Messwandlers für die Regelung der Erregerspannung der Generatoren erreicht. Die Übertragungsleitung in den Norden wurde unabhängig von der Fahrleitungsspannung immer mit 60 kV betrieben. Dazu waren die Transformatoren mit umschaltbaren Wicklungen versehen.

Garegnastollen, Arbeitsfortschritt. Eingedrungene Wasser-, Schlamm- und Geröllmengen

Während den Bauarbeiten am Ritom-Kraftwerk kam es zum Ausbruch der spanischen Grippe. Für die Patienten wurde von der Bauleitung in Piotta ein Notspital in einem leerstehenden Zweifamilienhaus eingerichtet, das vom 18. Oktober 1918 bis am 20. Januar 1919 in Betrieb war. Das Notspital wurde vor allem von Arbeitern belegt, die bei einem Unternehmen des Baukonsortiums angestellt waren, aber auch von 4 Bewohnern von Quinto. Die 84 Patienten kamen zusammen auf 845 Spitaltage, wobei zwei Personen verstarben. Durch die Grippeepidemie war zeitweise die termingerechte Fertigstellung des Maschinenhauses gefährdet.
1953 umfasste die Erweiterung eine wassertechnische Vergrösserung des Einzugsgebietes um 9 Quadratkilometer durch den Bau von zwei Hangkanälen und dem Garegnastollen. Die Bauarbeiten besonders des Stollens gestalteten sich schwierig, und Wasser-, Schlamm- und Gerölleinbrüche begleiteten den Bau. Ebenso konnte in Folge von wasserdurchlässigen Gesteinsschichten der Ritomsee nicht auf die geplante Höhe gestaut werden.
Zwischen 1966 und 1968 wurde östlich des Maschinenhauses des Kraftwerks Ritom das kleine Maschinenhaus▼ des Kraftwerkes Stalvedro gebaut, welches das Wasser aus dem Ausgleichsbecken Airolo▼ des Kraftwerks Lucendro bezieht.

### Erneuerung
Im Rahmen der Konzessionserneuerung beteiligte sich 2010 der Kanton Tessin mit der Azienda Elettrica Ticinese zu 25 % am Kraftwerk und den Wasserrechten am Ritomsee. Es ist ein neues Maschinenhaus zwischen den bestehenden Maschinenhäusern der beiden Kraftwerke Ritom und Stalvedro geplant. Es soll mit zwei 60-MW-Turbinen – eine für 16,7 Hz Bahnstrom und eine für 50 Hz – sowie mit einer 60-MW-Pumpe ausgerüstet werden. Die Pumpe fördert Wasser aus dem Becken Airolo, das zum Kraftwerk Stalvedro gehört, in den Ritomsee. Weiter soll ein 40-MW-Umrichter den Energieaustausch zwischen den beiden Netzen ermöglichen. Das 100'000 m³ fassende Demodulationsbecken Piotta soll das Wasser der Kraftwerke Ritom und Stalvedro auffangen und gleichmässig in den Fluss Tessin abgeben. Weiter soll die Druckleitung vollständig unterirdisch angelegt werden.
Das Baugesuch für die Erneuerung des Kraftwerkes wurde am 13. Juni 2017 veröffentlicht und die Baubewilligung im Sommer 2018 erteilt. Die Kosten sollen sich auf 250 Millionen CHF belaufen. Mit der kommerziellen Inbetriebnahme wird 2024[veraltet] gerechnet.

## Technik
Das Ritom-Kraftwerk produziert einphasigen Bahnstrom mit einer Netzfrequenz von 16,7 Hz für die Energieversorgung der Gotthardbahn und ist mit 132 kV Übertragungsleitungen mit dem Kraftwerk Göschenen, den Unterwerken Giornico und Lavorgo, sowie dem Frequenzumformerwerk Giubiasco verbunden.
Die vier Pelton-Turbinen besitzen zusammen eine installierte Leistung von 44 MW. Jede Turbine treibt einen 6-poligen Schenkelpolgenerator von BBC an, der mit einer Dämpferwicklung versehen ist und bei 340/min eine Dauerleistung von 9 MVA hat. Die Generatorausgangsspannung beträgt 15 kV, der Leistungsfaktor 0,75.
Bei einer Fallhöhe von 850 m werden jährlich 155 GWh  elektrische Energie produziert. Das Wasser gelangt aus dem Ritomsee über einen 1030 m langen Stollen zum Wasserschloss, von wo es in die 1413 m lange zweisträngige Druckrohrleitung gelangt. Eine dritte Druckleitung war vorgesehen, wurde aber nicht gebaut. Entlang der Druckleitung führt die meterspurige Standseilbahn Ritom zum Wasserschloss. Sie wurde während des Baus des Kraftwerkes für den Materialtransport genutzt und wurde nach Inbetriebnahme des Kraftwerkes für den öffentlichen Verkehr freigegeben.